# 星塵★眨眼
《星塵★眨眼》（日语：スターダスト★ウインク）是日本漫畫家春田菜菜的日本漫畫作品。於集英社的漫畫雜誌《Ribon》2009年2月號開始至2013年2月結束連載。單行本全11卷。
2011年5月13日，廣播劇（VOMIC）配信開始。2011年6月3日，廣播劇放送完畢。全四話。

## 故事簡介
杏菜、颯和日向，這三人是從小就住在同一棟公寓的青梅竹馬，颯和日向長大後成為了大帥哥，成為眾多女生的焦點，因此讓杏菜交不到男友，意識到此事的她便展開行動……

## 登場角色

### 主要角色
- 聲為VOMIC廣播劇的配音員。

古城杏菜（聲：伊瀨茉莉也）
女主角。身高：158cm，體重：45kg。生日：3月10日，星座：雙魚座。血型：A型。
住在新潟縣公寓的302號室。家庭成員：爸爸、媽媽、小松鼠寵物可可（ココ）。
喜歡的事物：小動物。喜歡的食物：巧克力、乳製品。討厭的食物：魚。
故事開始時為中學三年級。與颯和日向是青梅竹馬，對於颯和日向兩人的超人氣感受到很大的壓力。有飼養一隻名為可可（全名為可可椰子）的松鼠。功課似乎不太好，小三時的國文只考了35分，上了國中後雖然沒有考過低於小三的分數，但是也沒有高於就是了，之前還誤把英文的「maybe（也許、大概）」當成「絕對」的意思。一直覺得自己跟颯和日向只不過是單純的朋友，沒有男女戀愛的關係。很想要比颯和日向早一點交到男友（女友），還跟颯約定：「在我交到男友之前，你也不可以交女友」,不過卻被颯告白了……但她發現自己喜歡的是日向。曾好幾次與颯吵架又和好。
18話開始升為高中生。就讀新越高中，一年五班，這是和颯首次同班。寫真部社員之一。
永瀨颯（聲：立花慎之介）
杏菜的青梅竹馬之一。身高：177cm，體重：54kg。生日：4月29日，星座：金牛座。血型：A型。
住在隔壁的301號室。家庭成員：爸爸、媽媽、姐姐（凛）。
喜歡的事物：所有的電玩（特別是神奇寶貝）。喜歡的食物：肉、速食。討厭的食物：綠色蔬菜。
髮色偏向深褐色，外貌不錯，外向的性格，成績優秀在女生中的人氣也很高，但視力不好過小的文字會看不清楚，聽音樂時會切的很大聲。由於父母工作繁忙，都是吃便利的食品，有時杏菜的媽媽擔心颯的飲食習慣則會多做些飯菜給颯。姐姐與男朋友同居並也不常回家。所以也不常慶祝生日。
故事開始時為中學三年級。在第一集就向杏菜告白，並表示從小就一直喜歡著杏菜。但杏菜不明白颯的心意，所以颯把自己、日向和杏菜的關係比喻成皮卡丘、小智與神奇寶貝球的關係來罵杏菜。
18話開始升為高中生。就讀新越高中，一年五班。這是和杏菜首次同班。入學收到很多體育系社團的邀請。
喜歡留長髮的女孩子。
都倉 日向
（VOMIC：浪川大輔）
杏菜的青梅竹馬之一。身高：175cm。體重：53kg。生日:11月20日，星座：天蠍座。O型。
住在303號室。家庭：父親，母親。
喜歡：松鼠（特別是可可）。最喜歡的食物：沙拉。討厭的食物：肉類。
髮色偏向茶混金色，和颯的個性是相反的比較穩定平靜的男孩子。
故事開始時為中學三年級。在學校女生人氣超高的男生之一。個性老實。不擅長眨眼。不喜歡科技產物，所以沒有手機。擅長畫畫。18話開始升為高中生。就讀東京的美術學校。在出發前往東京前，日向父母給他出了一部手機，並在杏菜生日那天傳了一封簡信給杏菜。在24話內表示會對杏菜出手，34話向杏菜告白。

### 國中時期
鈴井 妃
（VOMIC：持月玲依）
杏菜國中時的女性朋友，半充當杏菜的戀愛顧問。目前和杏菜一樣就讀新越高中。一年六班。
有坂 瑠衣
（VOMIC：真堂圭）
杏菜國中時的女性朋友，半充當杏菜的戀愛顧問。目前和杏菜一樣就讀新越高中。一年六班。
望月 久瑠美
身長：157cm，體重：43kg。生日：11月23日。星座：射手座。血型：A型。
家庭成員：爸爸、媽媽、妹妹（香梨／かりん）。
喜歡的食物：法國土司。討厭的食物：辣椒。
杏菜的同班同學。可愛的黑髮眼鏡女孩。個性害羞。和日向同為美術社社員，對日向很有好感。告白後被日向拒絕，並鼓勵杏菜向日向告白。就讀新越高中。一年六班。高中時也加入了美術社。有一個妹妹，叫作望月香梨，也喜歡日向（詳見番外篇）。
小林 真理
身長：162cm，體重：48kg。生日：3月21日。星座：牡羊座。血型：AB型。
家庭成員：爸爸、媽媽。
綽號真真，充當望月同學的戀愛顧問，杏菜的副班導，美術社老師，與望月同學的感情好到互傳簡訊。曾經吻過日向,被誤會是日向喜歡的成熟大姐姐，但是日向不喜歡她，但對他滿好的?
榎本學長
（VOMIC：村田太志）
杏菜之前的交往對象，由於杏菜在和學長接吻時不小心踹了學長一腳，因而發現自己並不是真心喜歡學長，所以就分手了。

### 高中時期
佐伯 菜花
身長：152cm，體重：41kg。生日：4月7日。星座：牡羊座。血型：AB型。
家庭成員：爸爸、媽媽、哥哥。
就讀新越高中，和杏菜同班。與絢音、陽多是青梅竹馬。不喜歡颯，覺得颯會把絢音搶走。
後期(番外篇)發現自己喜歡上陽多，告白後交往
麻生 絢音
身長：162cm，體重：48kg。生日：11月30日。星座：射手座。血型：O型。
家庭成員：媽媽、哥哥。喜歡的食物：可麗餅。
就讀新越高中，和杏菜同班。與菜花、陽多是青梅竹馬。長黑髮，是位超級美女。中學時和颯在補習班認識並交往，現在已分手。和菜花是不同的國中，高中都是搭公車上學。父母之間的關係不太好。
一直喜歡颯，雖然知道對方喜歡的是杏菜，但還是會想再跟颯交往
風見 陽多
身長：170cm，體重：55kg。生日：3月9日。星座：雙魚座。血型：AB型。家人：爸爸、媽媽、哥哥。
喜歡的事物：少年漫畫。喜歡的食物：味噌拉麵、泡芙。討厭的食物：梅干、筍乾。
就讀新越高中，和杏菜同班。與菜花、絢音是青梅竹馬。坐在杏菜的隔壁。在課堂上常常睡覺。是個漫畫家。杏菜初次從菜花口中知道陽多時還以為是日向（陽多和日向的日文發音同樣為ひなた）。
後來和菜花交往(雖然起初答應是為了能畫好漫畫，但後來也漸漸對菜花有好感了)
中澤 千秋
新越高中寫真部的顧問老師。

### 其他角色
可可（全名為可可椰子）
杏菜飼養的松鼠。比起杏菜，似乎更喜歡日向。之前杏菜也飼養過一隻松鼠，只不過牠趁杏菜不注意時跑走了，然後被颯和日向發現躺平在路上，後來他們兩人就用自己的壓歲錢買了一隻給杏菜。這件事是杏菜的媽媽跟杏菜說的，所以颯和日向並不知道杏菜知道。
市原 真白
身長：180cm，體重：58kg。生日：7月10日。星座：巨蟹座。血型：AB型。
妹妹為市原紅。東京的私立大學醫學部的大學二年級學生。帶著眼鏡。杏菜的初戀情人。曾經當過杏菜的家庭教師（黃金週惡補）。國中時曾經和永瀨凛互相喜歡，不過沒有交往。
市原 紅
身長：158cm，體重：42kg。生日：8月8日。星座：獅子座。血型：A型。
喜歡颯的小學六年級學生。穿著時常是超脫年齡的裝扮。第１８話升為國中生。
永瀨 凛
颯的姐姐。跟男友半同居，不常回家。
杏菜的媽媽
家庭主婦。為了杏菜的課業感到很頭痛，請真白幫杏菜補習。
都倉 日和
日向的媽媽。39歲。常常為日向做可愛的便當。

## 故事舞台
- 此作品均以作者的家鄉日本新潟縣為主要故事舞台。

虛構場景
新越高校
杏菜和颯就讀的高中。杏菜入學的理由為西裝式制服很可愛。
新越義塾
颯、絢音、菜花國中時上的補習班。
現實場景
萬代City
Marinpia日本海
新潟車站
東川町
上野動物園

## 出版書籍
| 卷數 | 集英社         | 集英社                 | 尖端出版社     | 尖端出版社        |
| 卷數 | 發售日期       | ISBN                   | 發售日期       | EAN               |
| ---- | -------------- | ---------------------- | -------------- | ----------------- |
| 1    | 2009年6月15日  | ISBN 978-4-08-856893-5 | 2010年4月23日  | EAN 4717702227784 |
| 2    | 2009年11月13日 | ISBN 978-4-08-867022-5 | 2010年6月18日  | EAN 4717702227791 |
| 3    | 2010年4月15日  | ISBN 978-4-08-867048-5 | 2011年2月10日  | EAN 4717702228668 |
| 4    | 2010年9月15日  | ISBN 978-4-08-867074-4 | 2011年7月16日  | EAN 4717702237332 |
| 5    | 2011年1月14日  | ISBN 978-4-08-867092-8 | 2012年1月16日  | EAN 4717702242442 |
| 6    | 2011年5月13日  | ISBN 978-4-08-867120-8 | 2012年4月27日  | EAN 4717702244514 |
| 7    | 2011年10月14日 | ISBN 978-4-08-867147-5 | 2012年11月15日 | EAN 4717702246464 |
| 8    | 2012年3月15日  | ISBN 978-4-08-867184-0 | 2013年3月15日  | EAN 4717702249861 |
| 9    | 2012年8月10日  | ISBN 978-4-08-867215-1 | 2013年4月26日  | EAN 4717702252328 |
| 10   | 2013年2月15日  | ISBN 978-4-08-867251-9 | 2013年6月19日  | EAN 4717702254841 |
| 11   | 2013年5月15日  | ISBN 978-4-08-867268-7 | 2013年8月15日  | EAN 4717702254858 |

## 外部連結
- Ribon的官方網頁 （页面存档备份，存于）（日語）
- 廣播劇官方網站（日語）